# Звук свободи
«Звук свободи» (англ. Sound of Freedom) — американська кримінальна драма 2023 року, знята режисером і співавтором сценарію Алехандро Монтеверде з Джимом Кевізелем та Біллом Кемпом у головних ролях. Кевізел грає Тіма Балларда, колишнього урядового агента, який вирушає на місію порятунку дітей від секс-торгівців у Колумбії. Продюсером фільму став Едуардо Верастегі, який також виконує роль у фільмі. Сюжет зосереджений навколо діяльності організації Ballard's Operation Underground Railroad, яка займається боротьбою з торгівлею людьми сексуального характеру.
Фільм вийшов у прокат 4 липня 2023 року на Angel Studios і мав успіх у глядачів, зібравши понад 136 мільйонів доларів у США за бюджету в 14,5 мільйонів доларів. Він отримав змішані відгуки від критиків, тоді як глядачі сприйняли його дуже позитивно.

## Сюжет
До бідняка Роберто, що проживає в Тегусігальпі — столиці Гондурасу звертається колишня королева краси Жизель. Вона пропонує його синові Мігелю та доньці Росіо працювати моделями. Батько погоджується та відвозить їх на фотосесію. Однак коли він повертається, щоб забрати своїх дітей, не знаходить їх. Виявилося, що дітей продали, щоб використовувати їх у сексуальному рабстві.
Тім Баллард працює у Калексіко штату Каліфорнія (США) спеціальним агентом міграційної та митної правоохоронної служби (HSI). Він виявляє та заарештовує людей, які володіють та розповсюджують дитячу порнографію. Така робота сильно позначається на його особистому житті, і це тільки погіршується, коли інший агент, Кріс, зазначає, що під час чергових затримань вони не змогли врятувати жодної дитини від сексуальної експлуатації. Тім знає, що це тому, що більшість із них перебувають за межами США, але слова Кріса глибоко врізаються йому в душу. Агент розмовляє із заарештованим ним секс-торгівцем Ернстом Ошинським і сам прикидається педофілом. Завоювавши довіру Ошинського, він призначає зустріч із дитиною, яка стала жертвою торгівлі людьми, і намагається заарештувати Ерла Б'юкенена, чоловіка, який купив хлопчика.
Тім рятує цього хлопчика, на ім'я Мігель. Тім подружився з дитиною і відверто розмовляє з ним, щоб зібрати інформацію, яка допоможе йому знайти інших таких дітей. Тім дізнається, що він не знає, де перебуває його сестра Росіо, більш того, Мігель просить його врятувати дівчинку. Тім організовує повернення Мігеля додому до батька, а той розчулений дарує слідчому намисто своєї сестри із зображенням Святого Тимофія. Тім починає розшуки Росіо, і ця розвідка приводять його до Картахени в Колумбії . Агент зустрічається з колишнім бухгалтером картелю Вампіро, який зараз також працює над порятунком дітей від секс-торгівлі.
Прочитавши про відкриття дитячого секс-клубу в Таїланді, Тім вирішує, що це ідеальна історія для залучення великої кількості дітей Жізель під час спецоперації . Вампіро запрошує колумбійського поліцейського Хорхе та заможного громадянина на ім'я Пол допомогти Тіму з цією місією. Керівник Тіма HSI, Фрост, не може забезпечити фінансування операції, і просить його повернутися до США. Тім йде у відставку, а не припиняє пошуки Росіо.
Однак Фросту вдається переконати співробітників посольства США в Колумбії допомогти в операції з порятунку Тіма. Під прикриттям вони переконують Жізель продати їм 54 дітей, успішно заарештувати всіх змовників і звільнити дітей, але серед них немає Росіо.
Після допиту одного зі спільників Жизель Хорхе дізнається, що Росіо було продано Революційним збройним силам Колумбії, які закріпилися глибоко в природному регіоні Амазонки. Хорхе повідомляє Тіму, що немає способу повернути дівчину, тому що цей регіон — це здебільшого дика природа джунглів, а будь-яка повстанська територія є безпольотною зоною. Однак Вампіро припускає, що лікарів пускають у регіон для надання медичної допомоги. Тім пропонує ідею видати себе за лікаря. Хорхе неохоче погоджується на ризиковану операцію. Тім та Вампіро намагаються проникнути на ворожу територію, але повстанці відмовляються впустити їх обох, змушуючи Тіма входити на територію самому.
Тім непомітно проникає до ворожого табору, де утримується Росіо, і дізнається, що її використовують як особисту сексуальну рабиню лідера повстанців Ель-Алакрана («скорпіон»), і разом з іншими вона змушена обробляти листя коки для виробництва кокаїну, продаж якого фінансує війну повстанців проти колумбійського уряду. Тім змушений убити Ель Алакрана, звільняючи Росіо, але, незважаючи на те, що повстанці переслідують їх і стріляють по них, Тім визволяє Росіо. Перш ніж вони розстаються, він повертає їй намисто, яке Мігель подарував йому раніше. Нарешті Росіо повертається до батька та брата, і сім'я повертається додому в Гондурас.
Наприкінці фільму Тім Баллард виступив перед Конгресом США, і його свідчення призвели до ухвалення законів, які вимагають від уряду співпраці з іноземними державами для розслідування секс-торгівлі людьми. В епілозі також стверджується, що сьогодні в рабстві перебуває більше людей, ніж будь-коли в історії, у тому числі коли рабство було законним.

## У ролях
- Джим Кевізел — Тім Баллард[en]
- Білл Кемп — Вампіро
- Міра Сорвіно — Кетрін Баллард
- Едуардо Верастегі — Пол[14]
- Хав'єр Годіно — Хорхе
- Хосе Суньїга — Роберто
- Курт Фуллер — Фрост
- Гері Басараба — Ерл Бьюкенен
- Херардо Тарасена — Ель Алакран
- Скотт Гейз — Кріс
- Густаво Санчес Парра — Ель Калакас
- Йессіка Боррото — Жизель
- Кріс Аведісян — Ернст Ошинський

## Виробництво

### Розроблення
Фільм був натхненний діяльністю Тіма Балларда, засновника Operation Underground Railroad, або OUR, активіста відвернення торгівлі людьми. Робота над сценарієм почалася в 2015 році. Баллард особисто попросив Джеймса Кевізела зіграти його, оскільки на нього вплинула роль Кевізела у «Графі Монте-Крісто» (2002). Актор заявив, що «Звук свободи» був другим за значимістю фільмом, який він коли-небудь знімав, поступаючись його ролі Ісуса Христа у «Страстях Христових» (2004).
Музику до фільму написав Хав'єр Наваррете.

### Зйомки
Основні зйомки розпочалися влітку 2018 року. Більша частина фільму була знята в Картахені в Колумбії. Додаткові сцени були зняті в Калексіко у Каліфорнії (США), зокрема в офісі, де Баллард працював агентом DHS, на вїзді до Калексіко.

### Дистрибуція
Фільм було завершено в 2018 році, коли було укладено угоду про дистрибуцію з 20th Century Fox. Однак студію придбала компанія Walt Disney Company, яка відклала випуск фільму. Повідомляється, що творці фільму витратили роки, намагаючись повернути права на розповсюдження від Disney і розмістити його в кінотеатрах.
Продюсер Едуардо Верастегі звернувся до Angel Studios із наданням прав на випуск. Студія представила фільм онлайн-групі зі 100 000 інвесторів його минулих проєктів під назвою Angel Guild, яка проголосувала «за» за кілька днів. 30 березня 2023 року Variety повідомило, що Angel Studios придбала права на всесвітнє розповсюдження, а випуск заплановано на другу половину 2023 року. 12 травня він отримав дату випуску 4 липня 2023 року.
Angel Studios використовувала краудфандинг, щоб зібрати кошти, необхідні для розповсюдження та продажу фільму. 7000 людей внесли свої кошти, що дозволило Angel досягти своєї мети зібрати 5 мільйонів доларів за два тижні. Вони також заохочували меценатів «заплатити вперед», щоб дозволити людям, які інакше не побачили б фільм, дивитися його в кінотеатрах безкоштовно. Goya Cares, фонд боротьби з торгівлею людьми, заснований Goya Foods, оголосив про свою підтримку як виконавчий продюсер. Фільм вийшов у прокат у 2600 кінотеатрах 4 липня 2023 року.

## Суперечки

### Точність
Хоча фільм нібито заснований на реальних подіях, пов'язаних із діяльністю Балларда, дослідники та журналісти поставили під сумнів точність інформації про ці події. У статті 2020 року на Vice News Анна Мерлан стверджує, що Баллард прикрасив роль міграційної та митної правоохоронної служби з порятунку жінки, яка стала жертвою торгівлі людьми. У наступній статті 2021 року Мелан і Тім Марчман розкритикували методи служби, зокрема використання недосвідчених волонтерів та знаменитостей як частину своєї команди, відсутність значущого спостереження або ідентифікації цілей, нездатність підтвердити, чи люди, яких вони мали намір врятувати, були фактично жертвами торгівлі людьми, а також поєднання секс-роботи за згодою з торгівлею людьми. Стаття 2021 року в Slate критикувала рейд 2014 року, проведений службою в Домініканській Республіці, заявивши, що він, ймовірно, завдав шкоди дітям, які стали жертвами торгівлі людьми. Енн Галлахер, експерт з питань торгівлі людьми, у 2015 році написала, що OUR «тривожно демонструє нерозуміння того, як потрібно підходити до діяльності злочинних мереж з торгівлі людьми та знищувати їх», і назвала роботу OUR «нахабною, неетичною та незаконною».
Журналісти-розслідувачі Лінн Пекер та Деміон Мур з American Crime Journal повідомили, що Тім Баллард збрехав про свою причетність до справи, описаної у фільмі, і сфабрикував подробиці про свою діяльність з попередження секс-торгівлі дітьми.

## Реакція

### Каса
3 липня 2023 року видання Deadline Hollywood повідомило, що на фільм витратили 10 мільйонів доларів у попередніх продажах квитків у 2626 кінотеатрах перед прем'єрою 4 липня 2023 року. Спочатку планувалося, що протягом першого тижня прокату фільм заробить 11-15 мільйонів доларів США, за деякими оцінками — 20 мільйонів доларів. Фільм зібрав 14,2 мільйона доларів у перший день прокату, 3,6 мільйона — у другий і 3,5 мільйона — у третій, за період із вівторка по четвер виторг загалом склав 21,3 мільйона доларів, підвищивши загальний результат за шість днів до 36 мільйонів доларів. Він заробив 18,2 мільйона доларів у перші вихідні (загалом за шість днів — 40,2 мільйона), посівши третє місце в касових зборах.
Він посідає 25-те місце серед найкасовіших фільмів 2023 року в США.

### Критика
На агрегаторі рецензій Rotten Tomatoes рейтинг схвалення фільму становить 71 % на основі 49 відгуків критиків із середньою оцінкою 6,5/10. На Metacritic фільм отримав середню оцінку 43 зі 100 на основі оцінок шести критиків, що вказує на «змішані або середні відгуки». Глядачі, опитані CinemaScore, поставили фільму найвищу оцінку «А+».
Оуен Глейберман з Вараєті дав позитивну рецензію на фільм, написавши: «Припустімо, що, як і я, ви не є правим фундаменталістом та прихильником теорій змов, який шукає важкий фільм, що тримає глядачів у напруженні, щоб подивитися на святкових вихідних. Навіть тоді вам не потрібно мати крайніх переконань, щоб побачити, що „Звук свободи“ — переконливий фільм, який проливає автентичне світло на один із найважливіших кримінальних жахів нашого часу, висвітлення якого Голлівуд здебільшого уникав».
Алан Нґ з Film Threat також рекомендував фільм: «Звук свободи — це майже так, ніби ви слухаєте Тіма Балларда, який розповідає свою неймовірну історію про порятунок дітей і драматизує її на екрані. Це щиро, інформативно та надихаюче».
Майлз Клі з Rolling Stone дав більш критичну рецензію, написавши: «[Звук свободи] — це досвід, що вивертає шлунок, фетишизує тортури дітей-жертв і зосереджує увагу на пишних прелюдіях до їхнього сексуального насильства. Часом у мене було неприємне відчуття, що мене самого можуть заарештувати лише за те, що я це переглядаю… Тисячі людей поглинуть цей лихоманковий сон лінчувальника і підуть, думаючи, що вони краще поінформовані про приховану цивілізаційну кризу — це глибоко пригнічує. Що ще гірше, вони захочуть поширити цю інформацію далі». Нік Аллен з RogerEbert.com також був негативно налаштований: «Звук свободи — це пихата, затягнута нудьга з не особливо сміливою оповідальною позицією — піклуватися про безпеку дітей — найпростіша справа для будь-якої віддалено порядної людини… Але, будучи настільки відданою такій пихатості та стражданню, спотворений сценарій співавторів Монтеверде та Рода Барра нехтує конкретизацією своїх ідей чи персонажів або додаванню хоча б якоїсь напруги повільним-повільним-повільним пошукам Балларда двох дітей (Мігеля Лукаса Авіли та Росіо Крістал Апарісіо), чиї обличчя переслідують його»
Актор і режисер Мел Гібсон підтримав фільм у відеозверненні.